# Johann Heinrich Schlösser
Johann Heinrich Schlösser (* 24. Oktober 1802 in Lübeck; † 14. Januar 1887 in Hamburg) war ein deutscher Architekt und Zeichner.

## Leben

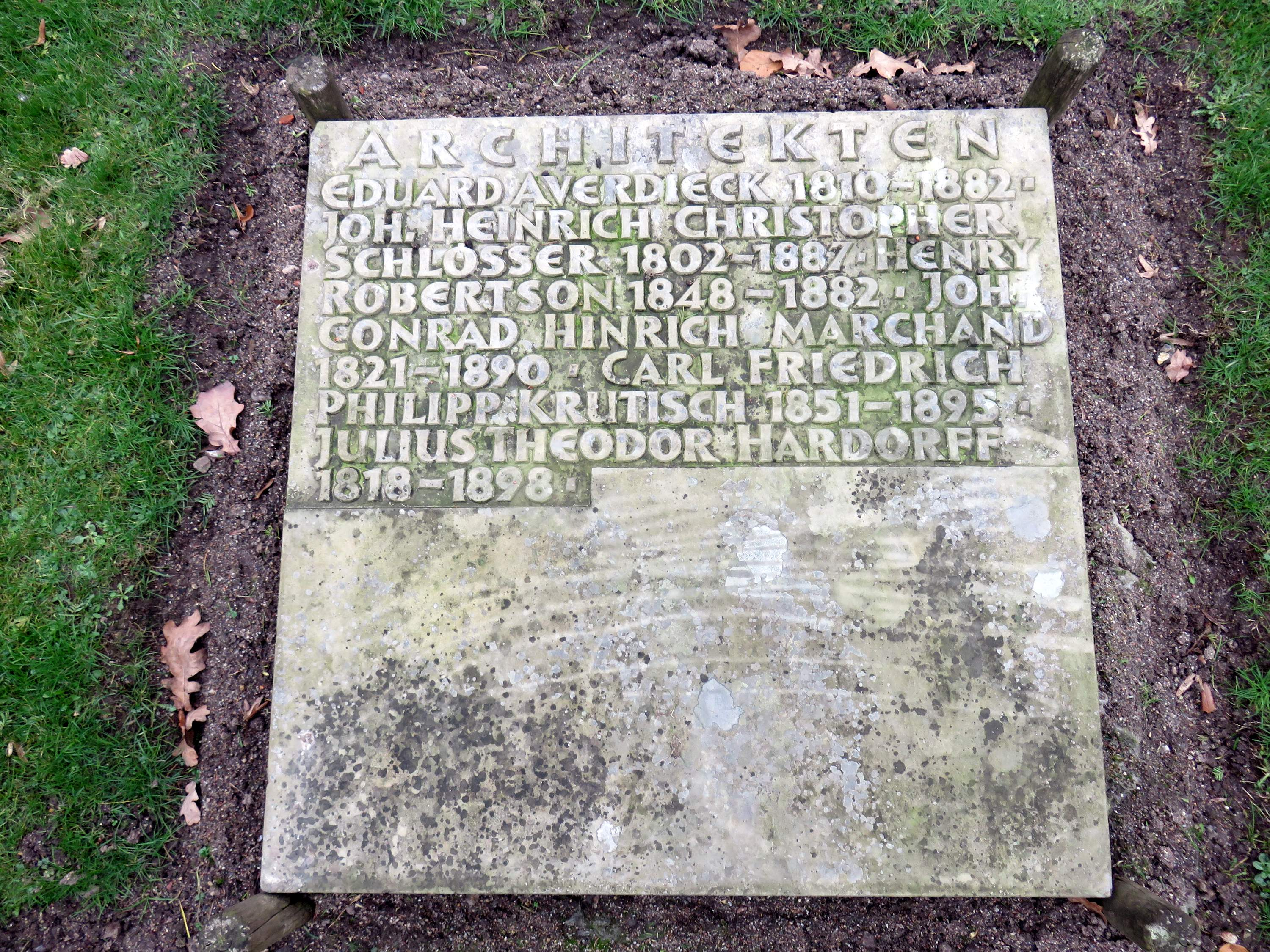
Sammelgrabmal Friedhof Ohlsdorf

Schlösser war ein Schüler des aus Kopenhagen stammenden Lübecker Architekten Joseph Christian Lillie. Nach dessen Tod 1827 bat er in einem Aufruf in den Lübeckischen Anzeigen vom 27. Oktober 1827 darum die „aus Lillies Nachlaß ihm weggekommen Zeichnungen ihm nachzuweisen und zurückzustellen“. Er studierte an den Bauakademien in Berlin und München und unternahm Reisen nach Belgien, Dänemark, Frankreich, Holland, Italien, Schweden, die Schweiz und Ungarn und war er an mehreren Bauvorhaben beteiligt.
Er gab 1830 bis 1832 gemeinsam mit August Tischbein das Mappenwerk Denkmale altdeutscher Baukunst in Lübeck heraus. Es ist heute nicht nur von künstlerischer, sondern auch bezogen auf die Kirchen in der Lübecker Altstadt von baugeschichtlicher Bedeutung.
In Hamburg wird auf dem Ohlsdorfer Friedhof im Bereich des Althamburgischen Gedächtnisfriedhofs, Sammelgrabmal „Architekten“, unter anderen an Johann Heinrich Christopher Schlösser erinnert.

## Wirken
Als gelernter Maurer wurde  Schlösser bald Kondukteur bei der Errichtung eines Palais des Grafen Vigelino in Mailand. Beim Bau des Gefängnisses in Bern war der beschäftigt, in Hannover baute am Haus des Bankiers Adolph Meyer, in Prag am Palais des Grafen von Schlick. Von 1829 bis 1837 war er in Lübeck tätig. Dort war er beispielsweise für den Bau des „Hôtel du Nord“ verantwortlich. Im Jahr 1838 kam er nach Hamburg, um dort als Architekt zu wirkten. Nach der Brandkatastrophe des Jahres 1842 erhielt er zahlreiche Aufträge. So war er der Erbauer eines Hauses für den Kaufmann Hirsch Berend Oppenheimer auf dem Neuen Wall und weiterer Gebäude darunter für Herrn Bottomley auf dem Hopfenmarkt, eines Geschäftshaus Beinhauer an der Ecke zur großen Johannisstraße. Zudem baute er Häuser am Alten Wall, an der Rathausstraße, an der Neuen Burg sowie das Industriegebäude der großen Dampf-Zuckersiederei in St. Pauli. Als sein Hauptwerk gilt das große Werk- und Armenhaus bei Schürbek (Barmbek) aus dem Jahr 1853.